# Burkat (gromada)
Burkat – dawna gromada, czyli najmniejsza jednostka podziału terytorialnego Polskiej Rzeczypospolitej Ludowej w latach 1954–1972.
Gromady, z gromadzkimi radami narodowymi (GRN) jako organami władzy najniższego stopnia na wsi, funkcjonowały od reformy reorganizującej administrację wiejską przeprowadzonej jesienią 1954 do momentu ich zniesienia z dniem 1 stycznia 1973, tym samym wypierając organizację gminną w latach 1954–1972.
Gromadę Burkat z siedzibą GRN w Burkacie utworzono – jako jedną z 8759 gromad na obszarze Polski – w powiecie działdowskim w woj. olsztyńskim na mocy uchwały nr 12 WRN w Olsztynie z dnia 4 października 1954. W skład jednostki weszły obszary dotychczasowych gromad Burkat, Filice i Skurpie z ze zniesionej gminy Filice w tymże powiecie. Dla gromady ustalono 11 członków gromadzkiej rady narodowej.
1 stycznia 1958 do gromady Burkat włączono obszary zniesionych gromad Turza Wielka  i Klęczkowo (bez wsi Komorniki) w tymże powiecie.
31 grudnia 1961 do gromady Burkat włączono wieś Szenkowo ze zniesionej gromady Uzdowo w tymże powiecie.
31 grudnia 1967 z gromady Burkat wyłączono część obszaru PGR Rutkowice (45 ha), włączając ją do gromady Płośnica w tymże powiecie; do gromady Burkat włączono natomiast część obszaru PGL nadleśnictwo Kostkowo (64 ha) z gromady Żabiny w tymże powiecie.
1 stycznia 1972 do gromady Burkat włączono tereny o powierzchni 214 ha z miasta Działdowo w tymże powiecie; z gromady Burkat wyłączono natomiast część obszaru wsi Burkat (99 ha), włączając ją do Działdowa.
Gromada przetrwała do końca 1972 roku, czyli do kolejnej reformy gminnej.